# Kavalan

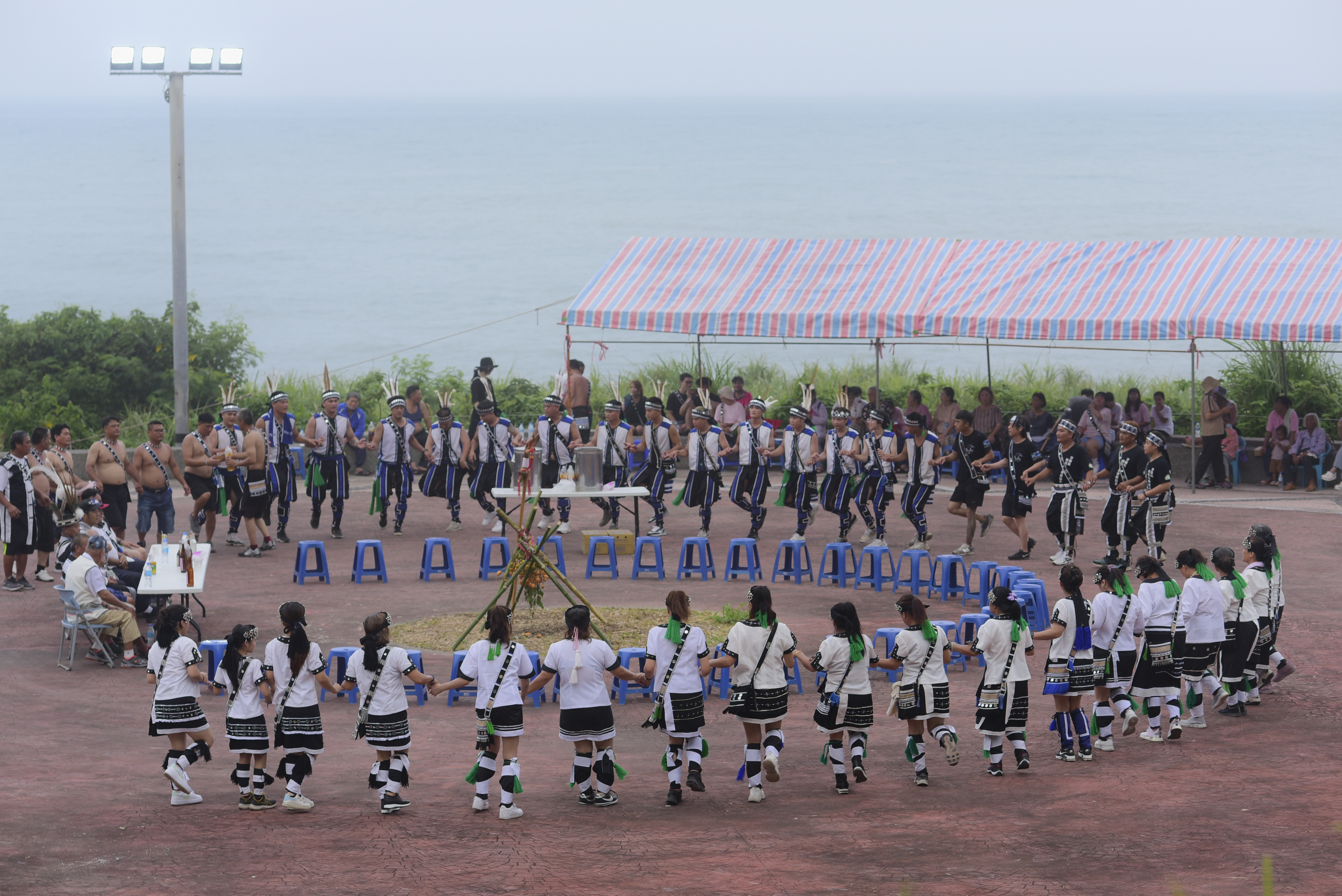
Erntefest der Kavalan (2023)

Die Kavalan (Kebalan, Kbalan, 噶瑪蘭) sind eines der indigenen Völker Taiwans. Sie lebten ursprünglich in der Lanyang-Ebene (蘭陽平原), zogen aber aufgrund des Drucks der Han-Einwanderer allmählich nach Süden. Heute leben die Kavalan überwiegend im Landkreis Yilan (in der Stadt Yilan und in den Landgemeinden Dongshan, Sanxing, Zhuangwei, Luodong und Su’ao), im Landkreis Hualien (in der Stadt Hualien und der Landgemeinde Fengbin) sowie im Landkreis Taitung in der Landgemeinde Changbin.
Nach amtlichen Statistiken betrug die Zahl der Kavalan im September 2018 1.477 Personen.

## Namensherkunft
Der Name Yilan stammt aus der Sprache der Kavalan Kbalan. Kbalan bedeutet „Menschen, die in der Ebene leben“, und unterscheidet sie von den Pusulan (Atayal), die damals im Gebirge lebten.

## Geschichte
Bevor Han-Chinesen unter der Führung von Wu Sha im Jahr 1787 einzuwandern begannen, lebten die Kavalan in der Kavalan-Ebene (Lanyang-Ebene) und betrieben ihre eigene Landwirtschaft. Die Han-Einwanderer versuchten am Anfang, außerhalb der Siedlungsgebiete der Kabalan zu bleiben, aber behandelten die Kavalan allmählich respektlos und versuchten unter anderem, mit Betrug das Land zu gewinnen. Das Verhalten der Han-Siedler zwang die Kavalan schließlich, Richtung Süden nach Hualien und Taitung abzuwandern. Ein großer Teil der Kavalan zog von 1830 bis 1840 in die Qilai-Ebene (die Ebene um die heutige Stadt Hualien) und wurde schließlich von den Sakizaya, dem damals dominierenden Volk der Qilai-Ebene, aufgenommen. Sie verteilten sich dort auf sechs Gemeinschaften, inklusive der größten Gemeinschaft Kaliawan.
Am 18. Juni 1878 kam es zu einem offenen Gefecht zwischen den Kavalan und den Han-Siedlern. Die Konfliktursachen lagen in den Auseinandersetzungen aufgrund des ungerechten Handels und der Belästigung der Frauen. Die Kavalan entschlossen sich schließlich, gegen die Han und die Qing-Behörden zu kämpfen. Die bewaffneten Konflikte zwischen den Kavalan und den mit ihnen verbündeten Sakizaya auf der einen und den Qing-Truppen auf der anderen Seite mündeten in das Takobowan-Gefecht (oder Takubuwan-Gefecht; in der Sprache der Sakizaya: Takubuwa a kawaw; auf Kavalan: Lanas na Kabalaen; chinesisch: 加禮宛戰役), in dem viele Kavalan und Sakizaya getötet wurden. Nach dem Kampf wurden die Kavalan an verschiedene Orte vertrieben und nach und nach in die Han- und andere indigene Gesellschaften integriert.

## Kultur

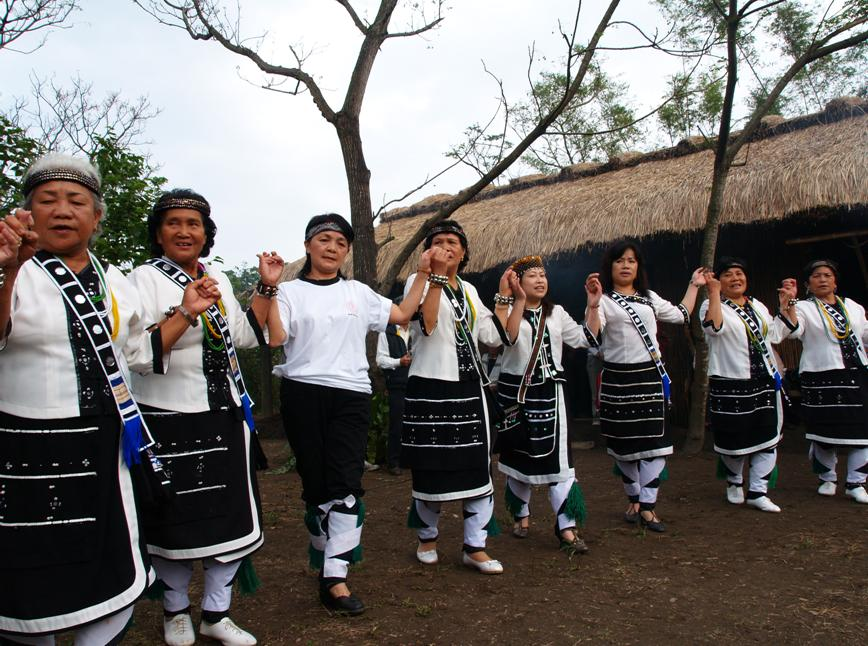
Frauen der Kavalan

Bei den Kavalan herrscht Matrilinearität. Die Priesterinnen (祭司) sind allesamt Frauen und die männliche Hierarchie des Stammes wird durch eine Altersrangfolge festgelegt. Besondere Feste und Rituale sind qataban (ursprünglich ein Siegesritual, heute ein Erntefest), kisaiz (der Übergangsritus zur Medizinfrau), pakalabi (das Heilungsritual), patxuqan/patuxqan (das Begräbnis) und palilin, der am Ende des Jahres stattfindende Ahnenkult.

## Trivia
Nach den Kavalan wurde die 2005 gegründete Kavalan Distillery (chinesisch: 噶瑪蘭酒廠), die mittlerweile größte und bekannteste Whisky-Brennerei Taiwans, benannt.